# Verwaltungsgemeinschaft Saale-Rennsteig
De Verwaltungsgemeinschaft Saale-Rennsteig in het Thüringische landkreis Saale-Orla-Kreis was een gemeentelijk samenwerkingsverband waarbij zeven gemeenten waren aangesloten. Het bestuurscentrum bevond zich in Blankenstein. De gemeenten fuseerden op 1 januari 2019 tot de gemeente Rosenthal am Rennsteig.

## Deelnemende gemeenten
De volgende gemeenten maakten deel uit van de Verwaltungsgemeinschaft:
1. Birkenhügel ()
2. Blankenberg ()
3. Blankenstein ()
4. Harra ()
5. Neundorf (bei Lobenstein) ()
6. Pottiga ()
7. Schlegel ()